# Tabarnac
Tabarnac est un documentaire français réalisé par Claude Faraldo, consacré au groupe rock québécois Offenbach lors de son séjour en France en 1974 et sorti en 1975. Le film n'a été disponible au Québec qu'une vingtaine d'années plus tard, en format vidéocassette (VHS).

## Fiche technique
- Titre : Tabarnac
- Réalisateur : Claude Faraldo
- Scénario : Claude Faraldo
- Photographie : Armand Marco (assisté de Willy Kurant), Ned Burgess, Claude Faraldo
- Musique : Offenbach
- Son : Harald Maury, Dominique Levert
- Mixage : Antoine Bonfanti
- Montage : Anna Ruiz
- Production : Filmanthrope - Les Productions Évelyne Vidal
- Genre : Documentaire musical
- Durée : 108 min
- Date de sortie :  France 1975

## Album
Albums de Offenbach
Bulldozer
(1973) Never Too Tender
(1976)
Singles
1. Québec Rock/Ma Patrie Est À Terre (1975)modifier

- Enregistrements effectués lors de ce séjour du groupe en France et en Hollande. L'album contient une version bluesy par Offenbach de la chanson L'hymne à L'amour de Édith Piaf ainsi qu'une réinterprétation de Be Bop À Lula de Gene Vincent.

## Liste des titres
Les paroles et les musiques sont créditées à Pierre Harel, Roger Belval, Gérald Boulet, Jean Gravel et Michel Lamothe, excepté lorsque indiqué.  Les titres 15 à 19 sont des bonus non inclus sur l'album original de deux microsillons.
| No  | Titre                                                        | Durée |
| --- | ------------------------------------------------------------ | ----- |
| 1.  | Quoi quoi (Harel)                                            | 3:43  |
| 2.  | Ether                                                        | 5:54  |
| 3.  | Dimanche Blues                                               | 9:09  |
| 4.  | Habitant d'chien blanc                                       | 2:27  |
| 5.  | Teddy (Le Chat)                                              | 7:59  |
| 6.  | Promenade sur Mars (Basile, Harel)                           | 4:44  |
| 7.  | Granby (Belval, Boulet, Gravel, Lamothe)                     | 7:51  |
| 8.  | Marylin                                                      | 6:32  |
| 9.  | Wézo (Belval)                                                | 5:31  |
| 10. | Ma patrie est à terre                                        | 3:11  |
| 11. | Pourquoi j't'icitte (Belval, Boulet, Gravel, Lamothe)        | 5:07  |
| 12. | Québec Rock (Belval, Boulet, Gravel, Lamothe)                | 3:38  |
| 13. | Jam (Belval, Boulet, Gravel, Lamothe)                        | 11:26 |
| 14. | L'Hymne à l'amour (Piaf, Monnot)                             | 6:35  |
| 15. | Moody calvaire moody (live) (Boulet, Harel)                  | 3:57  |
| 16. | Pourquoi j't'icitte (live) (Belval, Boulet, Gravel, Lamothe) | 5:15  |
| 17. | Marylin/Wézo/Rirolarma (live)                                | 20:39 |
| 18. | Ma patrie est à terre (live)                                 | 2:19  |
| 19. | Be-Bop-A-Lula (live) (Vincent)                               | 3:59  |

## Personnel
- Gérald (Gerry) Boulet : Chant, orgue, piano, harmonica (3), flûte traversière (8)
- Jean (Johnny) Gravel : Guitares, chœurs
- Michel (Willie) Lamothe : Basse, chant (1), chœurs
- Roger (Wézo) Belval : Batterie

## Production
- Arrangements : Offenbach
- Réalisation : Offenbach
- Prise de son : Mick Glossop assisté de Claude Harper
- Mixage : Mick Glossop assisté de Patrick Chevalot
- Studio : Mobile Strawberry Studio, studio Ferber (France)
- Gravure : Émile Lépine, Disques London (Canada)
- Production : Offenbach ; coordonnateurs : Evelyne Vidal, Lucien Ménard
- Pochette - Conception : Guy Lévesque ; photos : Alain Dagbert